# حاملات الصدف
حاملات الصدف أو الرخويات العقفية (الاسم العلمي: Conchifera) هي شعيبة من الحيوانات تتبع شعبة الرخويات.

## طوائف
- بطنيات القدم
- الرأسقدميات أو رأسيات القدم (الاسم العلمي:Cephalopoda)
- صدفيات نابية أو زورقيات القدم (الاسم العلمي:Scaphopoda)
- ثنائيات الصدفة
- أحاديات الألواح (الاسم العلمي:Monoplacophora)